# Fiorello H. LaGuardia High School
Fiorello H. LaGuardia High School es una escuela secundaria especializada en enseñar artes visuales y artes escénicas. Está ubicada cerca de Lincoln Center en Upper West Side, Manhattan, Ciudad de Nueva York, en el estado de Nueva York. Su dirección es Amsterdam Avenue entre las calles 64 y 65.
La escuela es operada por el Departamento de Educación de la Ciudad de Nueva York, siendo el resultado de la fusión del Instituto de Arte y de Música y la Escuela de Artes Escénicas. La escuela tiene una misión dual de formación artística y académica, preparando al alumnado para una carrera en las artes o estudios de conservatorio así como para la educación superior.
Informalmente denominada como LaGuardia Arts, LaG, Escuela de Artes, o Instituto LaGuardia, la escuela es el único de los nueve institutos especializados de la ciudad de Nueva York que recibe financiación especial de la legislatura estatal de Nueva York a través de la ley Hecht Calandra, así como el único instituto especializado que no utiliza la Prueba Especial de Admisiones Secundarias (SHSAT) como criterio de admisiones.
En el periodo 2019–2020 la escuela tuvo una matrícula de 3.011 estudiantes y 163 miembros de personal.

## Historia
El Instituto de Arte y de Música fue fundado por el alcalde Fiorello LaGuardia en 1936, quien quería establecer una escuela pública en que el alumnado pudiera desarrollar sus talentos en música, artes visuales y artes escénicas. En 1948, una institución similar – la Escuela de Artes Escénicas– fue creada enfocándose en el desarrollo de la danza. Ambas escuelas se fusionaron en 1961 y se estableció que se radicaran en único edificio.
No fue hasta 1984 en que se mudaron a un edificio nuevo, diseñado por Eduardo Catalano, adyacente a Lincoln Center. El Consejo de Educación homenajeó al alcalde LaGuardia de manera póstuma en el nombre del nuevo edificio.

## Currículum académico
El alumnado en LaGuardia toma un curso académico completo mientras participa en concentraciones artísticas del estilo conservatorio. Cada estudiante se gradúa en una disciplina, escogiendo entre Baile, Drama, Arte, Música Vocal, Música Instrumental, y Teatro Técnico.
Muchos licenciados de LaGuardia continúan sus estudios en universidades o conservatorios después de su graduación.